# Significado
En lingüística y semiótica, el significado es el contenido mental que le es dado a un signo lingüístico. Es decir, es el concepto o idea que se asocia a la forma sensible o perceptible (significante) del signo y al objeto que representa (su referente) en todo tipo de comunicación (véase triángulo semiótico).
Definido así, este sería su significado objetivo o significado denotativo, el universal que recoge todo diccionario (por ejemplo, el de lluvia sería "precipitación atmosférica de agua en estado líquido"); pero el significado posee además un componente subjetivo o connotación que no acoge el diccionario y depende de cada persona e incluso grupo, ya que cada una le asigna un valor mental o emotivo al significado (por ejemplo, el de lluvia sería "tristeza" para los occidentales o "alegría" para los árabes que viven en el desierto). Sin embargo, este significado debe ser convencionalmente igual y universal para que se pueda realizar una comunicación óptima (véase definición), algo que es más fácil en la ciencia, que tiende a la monosemia, que en las disciplinas humanísticas, que tienden a la polisemia. 
Según Charles Peirce, el significado es la interpretación del signo o representamen. El "segundo" Wittgenstein define el significado de toda cosa como proveniente del uso, de su función. Es otra manera de formular que el significado proviene de la utilidad de algo. Gottlob Frege en Sobre el sentido y la referencia advierte que el significado incluye algo más que referencia de una expresión u oración.

## Semántica

### Semántica lingüística
La teoría del significado de Saussure atribuye a todo signo lingüístico dos componentes básicos: el significante y el significado, y posteriormente se le añadió un tercer elemento, el referente (véase triángulo semiótico). La semántica es la parte del significado de las expresiones lingüísticas que son independientes del contexto lingüístico. El contenido semántico de una oración por ejemplo tendría que ver con lo que es común a todas las situaciones donde se emplea una cierta expresión lingüística. La parte del significado para cuya interpretación es importante el contexto lingüístico es parte de la pragmática.

### Semántica formal
En semántica formal el significado es definible dentro de diferentes modelos de la teoría formal cuyas expresiones se están analizando. Así a cada constante o variable del lenguaje usado para definir la teoría, le corresponde en el modelo un elemento concreto. Una proposición sobre objetos de la teoría se verifica en el modelo si bajo la correspondencia establecida en el modelo se da lo descrito por la proposición analizada.
En semántica formal una teoría o conjunto de proposiciones recibe una interpretación semántica dentro de un modelo. De hecho una teoría es consistente si y solo si admite al menos un modelo. Usualmente una teoría consistente admite más de un modelo solo las teorías categóricas admiten un modelo único. Las teorías categóricas se dan en matemáticas pero son raras fuera de teorías estrictamente matemáticas.

## Semiótica
Saussure analizó el significado en términos del signo lingüístico, que a su vez involucraban la idea del significante/designador y el significado/designado. El significante era el sonido de la expresión lingüística (al igual que Sócrates, Saussure no se preocupó demasiado por la palabra escrita). Por otra parte, el objeto o concepto significado es el contenido o imagen mental asociado con ese sonido. El signo lingüístico es esencialmente la relación entre el significante y lo significado.
Los signos lingüísticos en sí mismos solo existen por oposición a otros signos, lo que significa "murciélago" tiene significado solo porque no es un "gato", una "pelota" o un "niño". Es decir, el significado solo puede existir cuando existe una pluralidad de cosas significadas o polisemia. Además los signos son esencialmente arbitrarios, es decir, no existe normalmente una razón por la cual una determinada expresión designe a cierto objeto. Es esa la razón por la cual el significado no es algo asociado al objeto, ya que los significantes para un objeto pueden tomarse de manera totalmente arbitraria.

## Pragmática
La pragmática estudia las maneras en que el contexto afecta al significado. Las dos formas primarias de contexto relevantes para la pragmática son el contexto lingüístico y el contexto situacional. Existe una fuerza evidencia de que el significado no puede ser completamente reducido a la semántica lingüística, ya que por ejemplo una misma oración gramatical puede representar enunciados distintos, con interpretaciones diferentes según el contexto en el que se desenvuelve.
El término pragmática fue introducido por el positivista lógico, Rudolf Carnap. La intención de Carnap fue reducir la subjetividad del significado a un estatus secundario y considerar el resto como objetivo, siguiendo a Wittgenstein.